# Rausu
Rausu (jap. 羅臼町 Rausu-chō) – miasto w Japonii, w prefekturze Hokkaido, w podprefekturze Nemuro. Według danych na rok 2020 miejscowość zamieszkiwało 4 722 mieszkańców , a gęstość zaludnienia wyniosła 11,9 os./km².